# マルクス・ヴィニシウス・オリヴェイラ・アレンカル
マルキーニョス（Marquinhos）ことマルクス・ヴィニシウス・オリヴェイラ・アレンカル（ポルトガル語: Marcus Vinicius Oliveira Alencar、2003年4月7日 - ）は、ブラジルのサッカー選手。カンピオナート・ブラジレイロ・セリエA・クルゼイロEC所属。ポジションはFW。

## クラブ歴
サンパウロFCの下部組織出身。2021年7月11日に行われたカンピオナート・ブラジレイロ・セリエAでヴィトール・ブエノに代わって途中出場し選手初出場を記録した。同月21日のコパ・リベルタドーレス2021でプロ初得点を記録した。
2022年6月13日、アーセナルFCに移籍することが公式発表された。同年9月8日、ヨーロッパリーグのFCチューリッヒ戦で先発起用されアーセナルのトップチーム公式戦デビュー。この試合でエディ・エンケティアのグランダークロスに逆サイドから走り込みダイレクトで合わせてデビュー戦でいきなりゴールを決めた。さらに逆サイドのエンケティアへクロスを入れヘディングでのゴールを演出し1ゴール1アシストの活躍で素晴らしいデビューとなった。
2023年1月31日、チャンピオンシップのノリッジ・シティFCへローン移籍することが公式発表された。
2023年8月12日、FCナントへローン移籍することが公式発表された。しかし、2024年1月12日、ローン打ち切りでアーセナルに復帰した。2024年2月15日、フルミネンセFCへ2025年1月までの契約で買い取りオプション付きのローン移籍することが公式発表された。
2025年1月9日、クルゼイロECへ12月のシーズン終了までローン移籍することが公式発表された。同年6月9日、クルゼイロに完全移籍することが公式発表された。

## 代表歴
U-17代表として2019 南米U-17選手権に参加した。